# Macruroplus potronus
Macruroplus potronus és una espècie de peix de la família dels macrúrids i de l'ordre dels gadiformes.

## Morfologia
- Els mascles poden assolir 30,1 cm de llargària total.[3][4]

## Hàbitat
És un peix d'aigües profundes que viu fins als 200 m de fondària.

## Distribució geogràfica
Es troba a la Patagònia xilena.